# Offa z Esseksu
Offa – król Esseksu. Początkowo współrządził wraz z Sigeheardem i Swaefredem, a następnie władca samodzielny, który abdykował, by udać się do Rzymu. Należy zaznaczyć, że jego dokładny status jest nieznany: na dokumentach widnieje jako współwładca, miał też prawo do dysponowania ziemią, ale Beda pisze o nim jak o następcy, a nie rzeczywistym władcy.
Offa był synem Sighere. Niektórzy badacze uważają, że jego matką była św. Osyth, jednak ówczesny kronikarz Beda Czcigodny nic o tym nie wspomina. Tłumaczyłoby to jednak imię młodego władcy – wszyscy pozostali królowie Esseksu nosili imiona zaczynające się od „S” na cześć założyciela dynastii Sleddy.
Młody Offa był w ciężkiej sytuacji – miał prawo do tronu Esseksu, był jednak znacznie młodszy od panujących kuzynów Sigehearda i Swaefreda. Mimo to zdecydował się upomnieć o należne mu dziedzictwo w 709 roku.
Przypisuje mu się darowiznę dla biskupa Londynu Waldhere – miał mu przekazać ziemię w Hemel Hempstead. Część badaczy przypisuje mu również podpis pod dokumentem ofiarującym grant dla kościoła w Worcester. Dokument ten jest podpisany przez Offę z Mercji, ale istnieje prawdopodobieństwo pomyłki jednego z kopistów, tym bardziej że władca jest określony słowem subregulus („współwładca”), co wskazuje na Essex, a nie Mercję.
Nie wiadomo, co skłoniło Offę do abdykowania w 709, porzucenia żony i majątku, oraz udania się do Rzymu. Być może rzeczywiście wybrał życie zakonne, a być może był to rodzaj politycznej banicji. Jakiekolwiek były przyczyny – dołączył do Cenreda z Mercji (który również zrezygnował z władzy w swoim kraju) i razem udali się do Rzymu, gdzie przyjęli święcenia i do śmierci wiedli skromne życie zakonne.